# Aichryson porphyrogennetos
Aichryson porphyrogennetos ist eine Pflanzenart aus der Gattung Aichryson in der Familie der Dickblattgewächse (Crassulaceae).

## Beschreibung

### Vegetative Merkmale
Aichryson parlatorei wächst als zwei- oder dreijährige, dicht behaarte, häufig purpurn gefärbte, krautige Pflanze und erreicht Wuchshöhen von 15 bis 45 Zentimeter. Die meist im unteren Teil mit Haaren bedeckten Triebe weisen einen Durchmesser von 6 bis 10 Millimeter auf. Die leicht holzigen unteren Zweige sind breit spreizend und ausgebreitet. Ihre verkehrt pflasterkellenförmigen, zugespitzten oder gerundeten, dicht behaarten, purpurrot überhauchten Laubblätter sind 25 bis 50 Millimeter lang und 15 bis 35 Millimeter breit. Sie verschmälern sich in einen deutlichen, bis zu 20 Millimeter langen Stiel. In der Mitte oder oberhalb der Mitte ist die Blattspreite am breitesten.

### Generative Merkmale
Der lockere Blütenstand ist mehr oder weniger vielblütig. Die sieben- bis zehnzähligen Blüten stehen an einem 6 bis 10 Millimeter langen Blütenstiel und weisen einen Durchmesser von 10 bis 13 Millimeter auf. Ihre Kelchblätter sind behaart. Die goldgelben, breit verkehrt lanzettlichen, dornenspitzigen Kronblätter sind 5 bis 7 Millimeter lang.

## Systematik und Verbreitung
Aichryson porphyrogennetos ist auf Gran Canaria in Höhen von 600 bis 1000 Metern verbreitet.
Die Erstbeschreibung durch Carl August Bolle wurde 1859 veröffentlicht.
Ein nomenklatorisches Synonym ist Sempervivum porphyrogennetos (Bolle) Christ (1888).

## Nachweise